# Forsterinaria pseudinornata
Forsterinaria pseudinornata is een vlinder uit de onderfamilie Satyrinae van de familie Nymphalidae.
De voorvleugellengte  van de imago bedraagt 22 tot 25 millimeter. De soort komt voor in het westen van Ecuador en het noordwesten van Peru.
De wetenschappelijke naam van de soort is voor het eerst geldig gepubliceerd in 1964 door Forster.